# U.S. Men's Clay Court Championships 1981
L'U.S. Men's Clay Court Championships 1981 è stato un torneo di tennis giocato sulla terra. È stata la 71ª edizione del U.S. Men's Clay Court Championships, che fa parte del Volvo Grand Prix 1981. Si è giocato a Indianapolis negli Stati Uniti dal 3 al 9 agosto 1981.

## Campioni

### Singolare
José Luis Clerc ha battuto in finale  Ivan Lendl con il punteggio di 4–6, 6–4, 6–2.

### Doppio
Kevin Curren /  Steve Denton hanno battuto in finale  Raúl Ramírez /  Van Winitsky con il punteggio di 6–3, 5–7, 7–5.